# Saint-Adelme
Saint-Adelme es un municipio parroquial canadiense situado en la provincia de Quebec.

## Superficie
Saint-Adelme tiene una superficie de 100,58 km².

## Demografía
En 2021, tenía 484 habitantes, una densidad poblacional de 4,8 hab./km², y 291 viviendas.